# Streptoperas
Streptoperas és un gènere de papallones nocturnes de la subfamília Drepaninae.

## Taxonomia
- Streptoperas luteata Hampson, 1895
- Streptoperas crenelata Swinhoe, 1902